# Óscar Achilier
Óscar Achilier (Machala, Provincia de El Oro, Ecuador, 14 de septiembre de 1977) es un ex futbolista ecuatoriano. Jugaba de delantero, destacó en el Deportivo Cuenca y Audaz Octubrino, es hermano mayor de Gabriel Achilier.

## Actualidad
En la actualidad junto con Jesús José Cárdenas histórico jugador de Emelec; el argentino Diego Vera, además del preparador de arqueros Carlos Caicedo son el cuerpo técnico de las formativas del Emelec en Manta.

## Clubes
| Club                  | País    | Año       |
| --------------------- | ------- | --------- |
| Deportivo Cuenca      | Ecuador | 1996-1998 |
| Audaz Octubrino       | Ecuador | 1999-2001 |
| Deportivo Cuenca      | Ecuador | 2002      |
| Audaz Octubrino       | Ecuador | 2002-2003 |
| Técnico Universitario | Ecuador | 2003      |
| Liga de Loja          | Ecuador | 2004      |
| Manta FC              | Ecuador | 2005      |
| Santa Rosa FC         | Ecuador | 2006      |
| Espoli                | Ecuador | 2006      |
| Liga de Portoviejo    | Ecuador | 2007      |
| Fuerza Amarilla SC    | Ecuador | 2008      |
| Atlético Audaz        | Ecuador | 2009      |
| U.T.C                 | Ecuador | 2009      |
| Deportivo Colón       | Ecuador | 2011      |
| Cristo Rey            | Ecuador | 2012      |